# Tharybis groenlandica
Tharybis groenlandica is een eenoogkreeftjessoort uit de familie van de Tharybidae. De wetenschappelijke naam van de soort is voor het eerst geldig gepubliceerd in 1982 door Tupitzky.